# پرلتو
پرلتو (به ایتالیایی: Perletto) یک کومونه در ایتالیا است که در استان کونیو واقع شده‌است.

## خصوصیات
پرلتو ۱۰ کیلومترمربع مساحت و ۳۱۱ نفر جمعیت دارد و ۴۴۶ متر بالاتر از سطح دریا واقع شده‌است.